# 김응석
김응석(1967년 2월 20일 ~ )은 대한민국의 배우이다.

## 생애
그는 1985년 연극배우 첫 데뷔하였고 고등학교 졸업 다음 해였던  1986년 MBC 문화방송 18기 공채 탤런트로 정식 데뷔하였지만  데뷔하자마자 군 입대를 하는 바람에 활동을 잠정 중단했으며  SBS 개국 후 자리를 옮겼으나 이적 뒤 출연하는 드라마마다 실패를 겪어 하강곡선을 그었고 1993년 봄 KBS로 활동영역을 넓혔다.

## 경력
- 1986년 : MBC 17기 공채 탤런트
- 2008년 : 제11대 한국방송영화공연예술인노동조합 위원장

## 출연작

### 드라마
- 1989년 MBC 정치드라마 《제2공화국》 ... 4.19 혁명 부상자 역
- 1990년 MBC 월화드라마 《마당 깊은 집》
- 1990년 MBC 대하드라마 《대원군》
- 1991년 KBS2 주간드라마 《맥랑시대》
- 1991년 SBS 주말극장 《은하수를 아시나요》 ... 윤지호 역
- 1992년 MBC 월화드라마 《질투》
- 1993년 KBS2 아침드라마 《사랑, 그리고 이별》
- 1993년 KBS 드라마 《TV손자병법》 ... 박달재 역
- 1994년 MBC 수목드라마 《아들의 여자》 ... 이동현 역
- 1994년 MBC 아침드라마 《천국의 나그네》 ... 원재 역
- 1995년 SBS 《모래시계》 ... 윤영재 역
- 1996년 KBS2 아침드라마 《여자가 사랑할 때》
- 1996년 MBC 창사특집극 《세상에서 가장 아름다운 이별》 ... 영석 역
- 1998년 SBS 아침드라마 《엄마의 딸》 ... 박근혁 역
- 1999년 SBS 주말극장 《파도》
- 1999년 SBS 창사특집극 《아들아 너는 아느냐》... 장수 고모부 역
- 2000년 KBS2 주말연속극 《꼭지》 ... 장준일 역
- 2000년 KBS2 주말연속극 《태양은 가득히》
- 2000년 KBS2 아침드라마 《내일은 맑음》
- 2000년 iTV 일일시트콤 《헬로우 닥터》
- 2000년 MBC 월화드라마 《아줌마》
- 2001년 MBC 일일연속극 《온달 왕자들》
- 2003년 EBS 주간드라마 《역사극장》
- 2003년 KBS1 대하드라마 《무인시대》 ... 이광실 역
- 2003년 KBS2 추석특집극 《혼수》 ... 정균 역
- 2004년 MBC 월화드라마 《영웅시대》 ... 대한물산 임원 역
- 2004년 KBS1 대하드라마 《불멸의 이순신》 ... 한백록 역
- 2005년 SBS 주말극장 《그 여름의 태풍》
- 2005년 MBC 수목드라마 《영재의 전성시대》
- 2005년 MBC 정치드라마 《제5공화국》 ... 국제그룹 부회장이자 국제그룹 회장 양정모의 사위 역
- 2006년 SBS 대하사극 《연개소문》... 이정 역
- 2008년 KBS2 대하드라마 《대왕 세종》 ... 에센 역
- 2015년 KBS2 TV소설 《그래도 푸르른 날에》 ... 이상구 역
- 2016년 KBS2 수목드라마 《함부로 애틋하게》
- 2017년 tvN 토일드라마 《변혁의 사랑》 ... 변강호 역
- 2020년 ~ 2021년 SBS 일일드라마 《불새 2020》 ...김명석 역

## 이외 이력
- 2001년 12월 ~ 2002년 3월 민주노동당 문화예술특보위원
- 2011년 금산세계인삼엑스포 홍보대사

## 수상
- 2010년 한국을 빛낸 21세기 한국인상 문화예술공보부문